# Royal Tongan Airlines

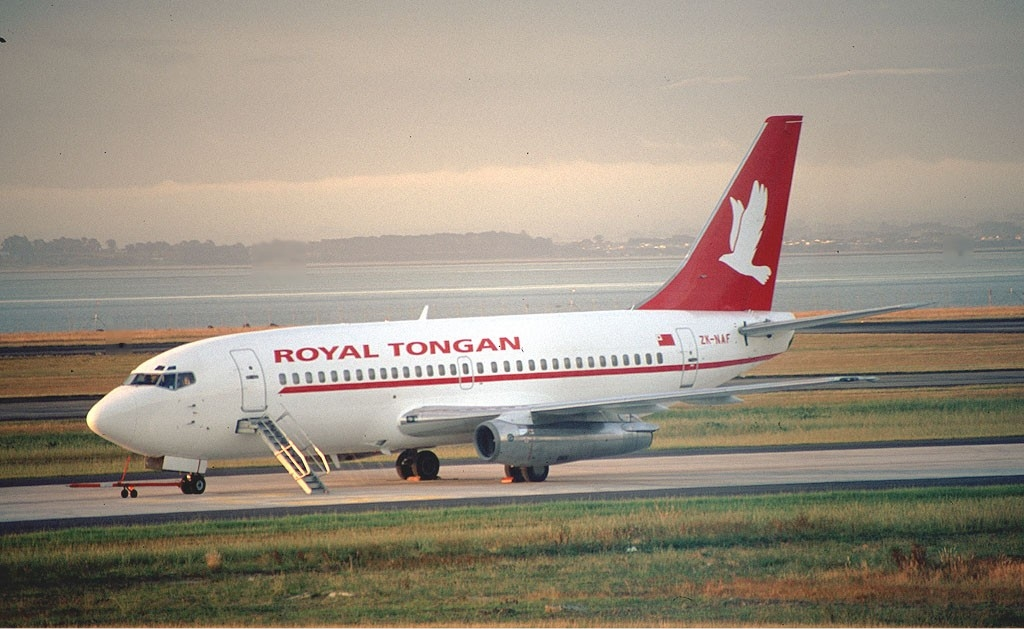
Boeing 737 de Royal Tongan

Royal Tongan Airlines était la compagnie aérienne nationale des Tonga (en liquidation depuis 2004). Elle était la seule à assurer les vols entre les îles de l'archipel. Propriété de l'État et dirigée par des nobles de la famille royale (dont le fils du roi), sa faillite a provoqué des difficultés politiques pour le pouvoir aristocratique en place.
Elle a été remplacée par deux compagnies affrétées : Peau Vava'u et Airlines Tonga.